# 아르투로 알레산드리

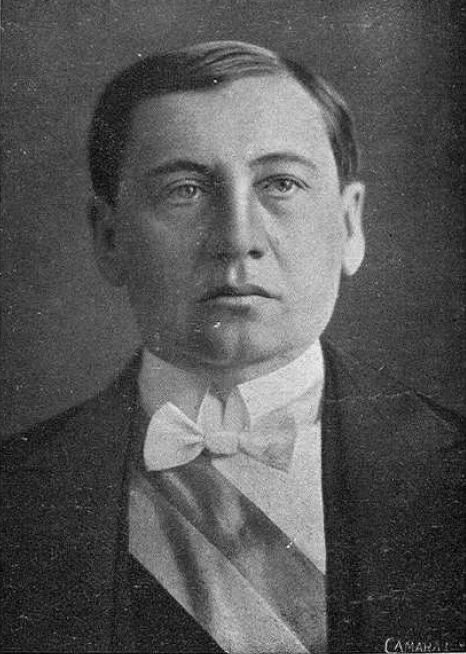
아르투로 알레산드리

아르투로 포르투나토 알레산드리 팔마(Arturo Fortunato Alessandri Palma, 1868년 12월 20일 - 1950년 8월 24일)는 칠레의 정치인이자 개혁가로, 처음에는 1920년부터 1924년까지, 그 다음에는 1925년 3월부터 10월까지, 그리고 마지막으로 1932년부터 1938년까지 칠레 의 대통령을 세 번 역임했다.

## 생애
아르투로 알레산드리는 페드로 알레산드리 바르가스와 수산나 팔마 구스만의 아들이다. 그의 조부 피에트로 알레산드리 타르치는 토스카나에서 온 이탈리아 이민자로 아르헨티나에서 칠레로 건너왔다. 알레산드리의 아버지 페드로는 알레산드리가 태어났을 때 19세의 나이에 가장이 되었고, 롱하비에서 부동산을 경영했다.
20세에 알레산드리는 칠레 대학교에서 법학 공부를 시작했다. 1891년 공부하는 동안 그는 당시 대통령 호세 마누엘 발마세다에 반대하는 신문 La Justicia에 참여했다. 1893년 졸업 후 알레산드리는 결혼하여 9명의 자녀를 두었다.
1897년에 알레산드리는 정치 경력을 시작하여 자유당 의 일원이 되었고 거의 20년 동안 자리를 지킬 쿠리코의 대표가 되었다. 1915년 이미 대통령이 되기를 열망하고 있던 알레산드리는 타라파카 주의 상원의원인 아르투로 델 리오에게 도전했다. 그는 "León de Tarapacá"( "Tarapacá의 사자")라는 별명을 얻은 곳에서 치열한 승리를 거두었다.

1920년에 알레산드리는 자유당 대통령 후보가 되었다. 노동계급을 지지하는 연설로 알레산드리는 자신의 이익이 위태롭다고 느낀 칠레 보수주의자들을 경악시켰다. 야당이 국회를 장악했기 때문에 알레산드리는 의회 이전에 정치적 무게가 부족한 집행력 강화를 선호했다 ( 의회 시대 ).
1924년 대부분의 기간 동안 칠레는 대통령과 보수적으로 통제된 의회 사이의 갈등으로 정치적으로 마비되어 있었다. 1924년 9월 3일, 56명의 군 장교들이 봉급이 적다는 이유로 시위를 벌였다. 다음날 마르마두케 그로브 대령과 카를로스 이바녜스 델 캄포 소령이 이끄는 젊은 장교들은 정부로부터 자신들을 방어하기 위해 "군사 위원회"를 만들었다. 9월 5일, '군사위원회'는 알레산드리 대통령에게 전쟁부 장관을 포함한 3명의 장관 해임, 노동법 제정, 소득세법 통과, 군인 급여 개선 등을 요구했다. 알레산드리는 새로운 내각의 수장으로 육군 감찰관 루이스 알타미라노 장군을 임명할 수밖에 없었다. 9월 8일 알타미라노 장군은 의회 앞에 나타나 알레산드리의 노동법 등 8개 법률의 통과를 요구했다. 의회는 감히 항의할 엄두를 내지 못했고, 그 법률들은 몇 시간 만에 통과되었다.
그 시점에서 알레산드리는 자신이 군대의 전당포가 되었다고 느꼈고 9월 9일 사임하고 미국 대사관에 망명을 요청했다. 의회는 그의 사임을 받아들이기를 거부하고 대신 그에게 6개월의 헌법상의 휴직을 허용했다. 그는 즉시 이탈리아로 떠났다. 9월 11일, 그가 없는 동안 국가를 통치하기 위해 군사 정권 — 9월 정권 — 이 수립되었다.
9월 군사정권은 동질적이지 않았으며 진보적 세력이 빠르게 Comité Obrero Nacional 및 알레산드리의 복귀를 옹호하는 다른 노동 조직과 접촉을 발전시켰다. 이로 인해 1925년 1월 알레 산드리의 귀환을 기다리는 동안 임시 대통령으로 페드로 다트넬 장군에게 권력을 넘겨준 그로브 대령이 지휘한 쿠데타가 일어났다. 다트넬은 1925년 3월 20일 알레산드리에게 권한을 되돌리기 전에 1월 정권을 구성했다. 알레산드리는 8월 30일에 134,421명의 유권자가 투표 로 승인한 새로운 헌법을 초안했다 . 1925년 9월 18일 공포된 헌법은 입법부에 대한 대통령의 권한을 강화했다. 또한 알레산드리는 중앙 은행을 만들었다.
그의 두 번째 정부는 좌파 및 급진 단체의 지원으로 시작되었다. 그러나이 두 번째 그룹은 대통령과 거리를두기 시작했다. 1925년 3월, 알레산드리 정부는 시위를 진압하여 마루시아 대학살을 일으켰고 곧 라코루냐 대학살을 일으켰다. 노동계급과의 단절로 인해 그는 1937년까지 우익-급진 동맹을 유지하려 하다가 좌익으로 방향을 틀었다. 쿠데타의 위협에 맞서기 위해 알레산드리는 반란 의도를 진압하고 결코 정치에 관여하지 않는 공화당 세력에 의존했다. 그들은 시민 운동의 결과로 알레산드리가 돌아 오기 직전에 만들어졌다. 그들은 1933년 5월 7일 그들에게 경의를 표하는 대통령 앞에서 대규모 퍼레이드를 행진하면서 비밀리에 활동한 다음 공개적으로 활동했다. 그들은 1936년 임무가 완수된 것으로 간주하여 자동 해산했다. 대통령은 의회에 헌법적 예외 상태에 대한 몇 가지 기회를 요청했고, 그 결과 그가 공격적이라고 생각한 알레산드리의 캐리커처를 묘사한 토파즈 매거진 285호의 유명한 소각과 같은 불법 행위가 발생했다.
그 시기는 또한 시골 반란과 유혈 진압, 나치에 영감을 받은 칠레 의 Jorge González von Marées 의 국가 사회주의 운동과 같은 새로운 폭력 사건의 출현으로 특징지어졌다. 경제 분야에서 1929년 위기의 회복은 성장에 대한 접근 방식을 구현한 실용주의적 자유주의자 구스타보 로스 재무장관의 작업으로 시작되었다. 그는 COSACH를 해체하고 COVENSA (Corporation of Nitrate and Iodine Sale)를 설립했다. 그는 재정 적자를 새로운 세금으로 균형을 잡았고 칠레 채권 보유자의 손실과 함께 외부 부채 상환을 재개했다. 흑자에 도달하면 공공 사업에 집중했다. 1938년 12월 개장한 산티아고 에스타디오 나시오날 데 칠레이 눈에 띈다.
1938년 세구로 오브레로 대학살에서 알레산드리의 책임 정도는 추측의 대상이었다.
그의 정치 인생은 대통령으로 끝나지 않았다. Curico, Talca, Linares 및 Maule, Amador Pairoa의 공산주의 상원 의원의 사망으로 그는 보충 상원 선거에 참여하여 승리하여 11월 8일 상원에 복귀했다. 1949년에 그는 산티아고를 위해 재선되었지만 이번에는 이 기구의 회장으로도 선출되었다.
그는 1942년과 1946년의 대통령 선거에서 중요한 역할을 했는데, 첫 번째 선거에서는 자유당의 표를 나누어 후안 안토니오 리오스를 지지했고, 두 번째 선거에서는 자신을 자유당의 예비 후보로 내세웠다. 그는 나중에 자신의 후보를 그의 아들 페르난도에게 양보했고, 결과적으로 에두아르도 크루즈-코크 박사에 대한 우파와 보수적 지지로 대통령 후보가 분열되었고, 차례로 가브리엘 곤살레스 비델라의 승리를 지지했다. 칠레 상원의장 시절 알레산드리가 1950년 8월 24일 82세의 나이로 사망하고 그의 아들 페르난도 알레산드리가 그 뒤를 이었다. 그의 다른 아들 중 한 명인 호르헤 알레산드리는 1958년부터 1964년까지 칠레의 대통령이었다.